# Ізворник
І́зворник (болг. Изворник) — село у Варненській області Болгарії. Входить до складу общини Вилчий Дол.

## Населення
За даними перепису населення 2011 року у селі проживали 184 особи.
Національний склад населення села:
| Національність   | Кількість осіб | Відсоток |
| ---------------- | -------------- | -------- |
| болгари          | 76             | 41,8%    |
| турки            | 75             | 41,2%    |
| цигани           | 29             | 15,9%    |
| Всього відповіли | 182            |          |

Розподіл населення за віком у 2011 році:
Динаміка населення: